# 最高裁判所裁判官国民审查
最高裁判所裁判官國民審查（日语：／）是依據《日本國憲法》第79條與《最高裁判所裁判官國民審査法》（昭和二十二年法律第136號）規定之最高裁判所裁判官的國民審查解職制度。

### 法源
根據《日本國憲法》第79條第1、2項：
- 最高法院由任該法院院長的法官及按法律規定名額的其他法官構成之。除任該院院長的法官外其餘法官由內閣任命之。最高法院法官之任命，在其任命後第一次舉行眾議院議員總選舉時交付國民審查，自此經過十年之後第一次舉行眾議院議員總選舉時再次交付審查，以後准此。
- 在前項審查中，投票者以多數通過決議罷免某法官時，此法官即被罷免。

### 日期
每位法官任命後第一個眾議院議員總選舉日（最高裁判所裁判官民審査法第二第一項）。此後每十年的眾議院議員總選舉日（最高裁判所裁判官民審査法第二第二項、日本國憲法第七十九第一項）

### 投票區域與資格
- 投票區域：全都道府縣（最高裁判所裁判官民審査法第三）
- 審查資格：所有擁有眾議院 (日本)眾議員投票權的公民（最高裁判所裁判官民審査法第四）。依據公職選舉法(日语：公職選挙法)第100條第1項，無法選出眾議員的選區仍可進行審查投票（最高裁判所裁判官民審査法第二十五第一項）。

### 投票方式
採用無記名投票，在投票用紙上，將想要罷免的法官名字做上X的記號，不想罷免該名法官則不做任何記號（最高裁判所裁判官民審査法第十五）。但是記載X以外的記號或非本人親自做記號者無效（最高裁判所裁判官民審査法第二十二）。

### 審查分會與審查會
- 審查會：於中央選舉管理會選定之場所開會，會長自中央選舉管理會選任。收到各分會長堤交之報告後，於當日或翌日召開審查會，並將各法官同意罷免與不同意罷免票數等調查結果報告交給中央選舉管理會（最高裁判所裁判官民審査法第三十、三十一）。
- 審查分會：於各都道府縣廳或各都道府縣之選舉管理委員會選定之場所開會，分會長自各都道府縣之選舉管理委員會選任。完成調查後填寫審查分會錄，將各法官同意罷免與不同意罷免票數等調查結果報告給審查會長（最高裁判所裁判官民審査法第二十七、二十八、二十九）。

### 門檻
投票人達總選舉人人數的百分之一，且同意罷免票多於不同意罷免票（最高裁判所裁判官民審査法第三十二）。

### 罷免
中央選舉管理會接到審查會長報告之時，立即告知並公告受罷免法官，並由總務大臣通知日本內閣總理大臣（最高裁判所裁判官民審査法第三十三）。若被罷免之法官提起審查無效或罷免無效之訴訟時，則罷免日改為裁判確定或訴訟不再繫屬於法院之時（最高裁判所裁判官民審査法第三十五）。

### 訴訟
- 審查無效：對審查效力有疑義者，審查人或被罷免之法官得於公告後三十日內向東京高等裁判所提起訴訟（最高裁判所裁判官民審査法第三十六）。
- 罷免無效：對罷免效力有疑義者，審查人或被罷免之法官得於公告後三十日內向東京高等裁判所提起訴訟（最高裁判所裁判官民審査法第三十八）。

### 再審查
提起審查或罷免無效之訴訟，經法院裁定一部或全部無效時，再次投票審查，但不再次投票也可以確認審查結果時，得召開審查會確定（最高裁判所裁判官民審査法第四十三）。

### 罰則
- 提供利益等相關行為者處三年以下有期徒刑、禁錮或五十萬日圓以下罰金）最高裁判所裁判官民審査法第四十四）。
- 妨害他人審查之自由，處四年以下有期徒刑、禁錮或一百萬日圓以下罰金（最高裁判所裁判官民審査法第四十六）。
- 獨立行政法人之相關公務員濫用或怠慢職權妨害審查自由者處四年以下之禁錮（最高裁判所裁判官民審査法第四十七）。
- 陳述被罷免人相關虛偽事實者，處二年以下之禁錮或五十萬日圓以下罰金（最高裁判所裁判官民審査法第四十八）。
- 公職選舉法第227、234、237、238、255條。

## 關聯項目
- 最高裁判所
- 日本裁判所
- 裁判官
- 最高裁判所長官
- 最高裁判所裁判官
- 最高裁判所判事
- 最高裁判所調查官